# Соло для Соломії
«Соло для Соломії» — роман українського письменника Володимира Лиса, опублікований 2013 року. Сам письменник, у доробку якого вже є один екранізований твір («Століття Якова»), висловив сподівання на екранізацію й цієї своєї книги, назвавши її «потенційним серіалом». Передмову до роману написав Тарас Прохасько, де він охарактеризував його як «життєпис», натомість сам автор зауважив, що писав свій роман «за законом пісні», адже він складається із трьох частин — а отже, має «заспів, приспів і фінал». Крім того, Володимир Лис протиставляє цей твір своєму попередньому бестселеру в тому плані, що «Століття Якова» — це роман про долю чоловіка, тоді як «Соло для Соломії» — про долю жінки. Образ Соломії він називає «найкращим жіночим образом» у всіх його творах.
Крім Тараса Прохаська книгу високо оцінили лауреат Національної премії імені Тараса Шевченка Анатолій Дімаров та телеведучий Андрій Куликов.

## Сюжет
«Соло для Соломії» — роман, про трагічні роки XX століття, нелегку жіночу долю та задушене кохання. Жінка, переживши на своєму шляху щирі пориви любові та водночас розчарування, боротьбу за своє щастя та біль поразки, зуміла не черствіти душею, не дивлячись ні на що. Крізь долю Соломії вимальовується портрет багатостраждального українського народу в реаліях 20-го ст. Докладний життєпис героїв, допомагає пізнати всю красу і різноманіття побуту та звичаїв Полісся, організацію колгоспів, відправлення в Сибір, здобуття незалежності. Кожна з цих подій залишала голосно відгукувалась у долі народу й особливо тісно перепліталась із життєвою стежкою Соломії.
У сюжетному плані роману спочатку демонструється юна наївність дівчинки, яка згодом зіграла проти неї. Подорослішавши, вона мусила вибирати між двома парубками. Однак, як з'ясується згодом, мусила пізнати, як це жити з некоханим чоловіком та потайки втікати до своєї справжньої любові — бандерівця. Але війна вкрала у жінки обох чоловіків. Уже через декілька років, всіма улюблена, проте, далеко не юна дівчинка, зустріла молодого партійного діяча, який став лише батьком її донечки, але аж ніяк не чоловіком, бо перелякався, що стосунки із «западенкою» поставлять хрест на його кар'єрі. Опісля, був ще один «коханий», який покинув Соломію вагітною. Так вона і жила, допоки не одружилась із чоловіком, який мав четверо дітей, проте, коханням це не назвати, лише спільні життєві труднощі звели їх. До кінця життя героїня роману, так і не пізнала справжнього сімейного щастя, однак добре знала, що таке війна, голод, втрата коханого та що означає бути покинутою бувши вагітною. Незважаючи на все це, Соломія, все ж залишалася тією наївною дівчинкою, в якій було достатньо любові та ніжності для всіх.

## Нагороди
- Книга «Соло для Соломії» потрапила до «довгого списку» премії Книга року ВВС-2013.[6]

## Видання
- Володимир Лис. Соло для Соломії. Харків, Клуб сімейного дозвілля. — 2013. — 368 с.